# Relaciones Bahamas-España
Las relaciones Bahamas-España son los vínculos bilaterales entre estos dos países. La embajada de España en Kingston, Jamaica, está acreditada para Bahamas.

## Relaciones históricas
En 1492, Cristóbal Colón desembarcó en la orilla de una pequeña isla, llamada Guanahani por los autóctonos. Colón le puso el nombre de San Salvador y reclamó la isla para España. Allí, Colón sometió a los lucayos al trabajo de la búsqueda de oro. Se estima que 40 000 arahuacos perdieron la vida por resistirse a trabajar en esa empresa. La posterior desaparición de los arahuacos, en tan solo veinticinco años, y de otros pueblos, se debió en gran medida a ésta y a posteriores expediciones europeas a la región.
Desde finales del siglo XV hasta finales del siglo XVIII, las Bahamas estuvieron bajo soberanía española, aunque las islas, por su situación estratégica en la ruta del Galeón y por formar el archipiélago un auténtico laberinto insular, paulatinamente fueron transformándose en escondites y nidos de piratas, bucaneros y filibusteros, especialmente ingleses. Así en el siglo XVIII, los lealistas británicos que habían dejado Nueva Inglaterra, a causa de los sentimientos antibritánicos existentes en aquella colonia, se trasladaron a las islas. Debido al gran número de colonos británicos en las islas, la soberanía del archipiélago se traspasó de España al Reino Unido, y las Bahamas fueron declaradas colonia británica en 1784.

### Toponimia
Inicialmente el archipiélago recibió por parte de los españoles el nombre de la población epónima de los lucayos, siendo así llamado islas Lucayas. Los primeros habitantes de las islas Lucayas también son conocidos como los indios arahuacos, que se cree que fueron los primeros pobladores de la isla. Se considera que el nombre de "Bahamas" proviene de una deformación de las palabras del español andaluz bajamar, ya que gran parte de los islotes de este archipiélago solo son avistables durante la marea baja o bajamar.

## Relaciones diplomáticas
España y Bahamas establecieron relaciones diplomáticas el 1 de diciembre de 1976.
La Embajada de España en Jamaica está acreditada, en régimen de acreditación múltiple, ante el Gobierno de Bahamas. El embajador Aníbal Jiménez Abascal presentó credenciales ante la GG de Bahamas el 17 de abril de 2015. No hay Embajada de Bahamas acreditada en España.
En marzo de 2010, España y Bahamas suscribieron un Acuerdo sobre Intercambio de Información en Materia Tributaria.

## Relaciones económicas
Las relaciones económicas y comerciales entre España y Bahamas son limitadas.
Principales productos exportados de España a Bahamas: combustibles minerales; navegación marítima o fluvial; bienes sin especificar; maquinaria; productos cerámicos; instrumentos y aparatos de óptica, fotografía; calzado; bebidas alcohólicas; artículos textiles.
Principales productos importados en España de Bahamas: combustibles minerales; bebidas alcohólicas; productos de origen animal; navegación marítima o fluvial; maquinaria.

## Cooperación
La cooperación se canaliza a través del Fondo España-Comunidad del Caribe (CARICOM) de la Agencia Española de Cooperación Internacional para el Desarrollo (AECID). El interlocutor de la Cooperación Española es el Secretariado de la CARICOM, cuya sede está en Georgetown (Guyana), y todas las actuaciones se engloban dentro del Programa Regional de Cooperación con la CARICOM. Este programa de cooperación se dirige principalmente al apoyo a la integración regional y al fortalecimiento institucional de la Comunidad del Caribe.
A finales de 2005 la AECID aportó ayuda de emergencia (kits de higiene personal, alimentos, ropa y agua) por valor de 50 000 euros para paliar los efectos del paso del huracán Wilma. El objetivo es que Bahamas, como los demás miembros de la CARICOM, se beneficie de proyectos de alcance regional, como el Centro Regional de Tecnologías Avanzadas para Cultivos de Alto Rendimiento (CEATA) para la formación en nuevas tecnologías agrícolas, en Jamaica, que incluye seminarios de formación abiertos a nacionales de todos los países miembros de la CARICOM.
En materia de salud se ha prestado atención preferente a las enfermedades no transmisibles. Destaca el Proyecto de Prevención y Control del Cáncer de Cuello Uterino por su componente transversal de género.
Entre 2007 y 2012 AECID, financió la presencia de un lector de español el College of The Bahamas. Los estudiantes de Bahamas pueden acceder anualmente a las becas MAEC-AECID para perfeccionamiento del idioma español o realización de estudios de posgrado en España. La Embajada de España en Kingston mantiene abiertas vías de colaboración con el College of The Bahamas en el ámbito del apoyo al aprendizaje del español.
Una funcionaria diplomática del MAE de Bahamas ha obtenido una beca financiada por el Banco Santander para el Máster de Relaciones Internacionales de la Escuela Diplomática, curso 2014/15. El Secretario Permanente del Ministerio de Turismo, Harrison Thompson, participó en el Seminario de Alto Nivel sobre Prácticas Innovadoras en Turismo para el Caribe celebrado en Madrid los días 9 a 14 de junio de 2014. El Seminario fue organizado conjuntamente
por la Secretaria de Estado de Estado de Cooperación Internacional y para Iberoamérica y la Secretaría de Estado de Turismo, con la colaboración de Turespaña, la SEGITTUR y la Escuela de Organización Industrial.